# Winner Anacona
Winner Andrew Anacona Gómez (Tunja, Boyacá, 11 de agosto de 1988) es un ciclista profesional colombiano. Desde 2024 es miembro del equipo francés Madras Cycling de categoría Continental.

## Trayectoria
Comenzó en el ciclismo en 2001 en Tunja, en la escuela de ciclismo Santiago de Tunja, su primer entrenador fue Lino Casas quien también dirigió a Mauricio Soler, posteriormente en sus 2 años de cadete empezó a ser dirigido por Marco Tulio Ruíz en el departamento de Boyacá, en la categoría junior se trasladó a Bogotá para correr con el equipo Piramis-Team bajo la dirección del mismo director técnico que tenía en Boyacá, ya en Piramis-Team conoce a Nelson Rodríguez quien sería su mánager y la persona que hizo el contacto para que Winner pudiera correr en Europa.
En 2008 viajó a Italia y fue contratado por el equipo amateur sub-23 Maltinti Lampadari. Ese mismo año corrió el mundial sub-23 donde fue campeón del mundo su compatriota Fabio Duarte, En el final de esa temporada estuvo como aprendiz en el equipo Centri della Calzatura-Partizan. En 2010 pasó al Caparrini-Le Village-Vibert logrando una victoria en el Trofeo Matteotti sub-23. Con la selección de Colombia sub-23 participó del Girobio ocupando el sexto lugar en la clasificación general. 
En 2011 renovó con el equipo Caparrini-Le Village y logró varios podios. Al final de esa temporada, culminó en el sexto lugar del calendario italiano, siendo lo más destacado el triunfo de etapa en el Girobio y la segunda colocación en la general por detrás del italiano Mattia Cattaneo.
Esto le valió un contrato con el equipo UCI ProTeam Lampre-ISD para la temporada 2012.
Debutó en su primer gran vuelta en la Vuelta a España 2012 finalizando en el 19º puesto de la clasificación general. Precisamente en esta gran vuelta, dos años después, consiguió su mejor victoria como profesional al ganar en solitario en una etapa de alta montaña acabada en Aramon Valdelinares, quedándose también a punto de vestirse como nuevo líder.
En 2015 fichó por el equipo UCI World Tour Movistar Team, con miras de ser el gregario de lujo de su compatriota Nairo Quintana, de quien se hace amigo personal. Durante su estancia en el equipo telefónico ganó una etapa y se adjudicó la general de la Vuelta a San Juan 2019. Con ese mismo objetivo firmó en 2020 contrato, al igual que Nairo, con el Arkéa Samsic de categoría UCI ProTeam.

## Palmarés
2010
- 2.º en el Campeonato de Colombia Contrarreloj sub-23

2011
- 1 etapa del Girobio

2014
- 2.º en el Campeonato de Colombia en Ruta
- 1 etapa de la Vuelta a España

2019
- Vuelta a San Juan, más 1 etapa

2021
- Trofeo Andrach-Mirador des Colomer

## Resultados en Grandes Vueltas y Campeonatos del Mundo
| Carrera              | Carrera              | 2011  | 2012 | 2013  | 2014 | 2015 | 2016 | 2017 | 2018 | 2019 | 2020 | 2021 | 2022 |
| -------------------- | -------------------- | ----- | ---- | ----- | ---- | ---- | ---- | ---- | ---- | ---- | ---- | ---- | ---- |
|                      | Giro de Italia       | —     | —    | —     | 62.º | —    | —    | 25.º | —    | —    | —    | —    | —    |
|                      | Tour de Francia      | —     | —    | —     | —    | 57.º | 69.º | —    | —    | —    | 66.º | —    | —    |
|                      | Vuelta a España      | —     | 19.º | 105.º | 27.º | —    | —    | —    | 69.º | —    | —    | —    | —    |
| Mundial en Ruta      | Mundial en Ruta      | 138.º | 68.º | —     | Ab.  | Ab.  | —    | —    | Ab.  | —    | —    | —    | —    |
| Mundial Contrarreloj | Mundial Contrarreloj | 51.º  | —    | —     | 46.º | —    | —    | —    | —    | —    | —    | —    | —    |

-: no participa

Ab.: abandono

## Equipos
- Lampre (2012-2014)
  - Lampre-ISD (2012)
  - Lampre-Merida (2013-2014)
- Movistar Team (2015-2019)
- Arkéa Samsic[5] (2020-2022)
- Colombia Pacto por el Deporte (2023-2024)
- 🇲🇫 Madras Cycling (2024-)